# 中越 (長野市)
中越（なかごえ）は、長野県長野市の市街地北東部にある町名。現行行政地名は中越一・二丁目。住居表示実施済み区域である。郵便番号は、381-0044。
全域が長野市役所吉田支所の管内である。

## 概要
地区の北部にはしなの鉄道北しなの線・北陸新幹線が走り、しなの鉄道北長野駅が置かれている。中央部を長野県道60号長野荒瀬原線が南北に縦走し、一丁目と二丁目との境をなしている。周囲は以下の大字・町丁と接する。
地区内に北長野駅、また隣接する吉田三丁目に長野電鉄信濃吉田駅があり交通の便がよく、地区内はほぼすべて住宅地となっている。
地区内の人口および世帯数は以下の通り（令和5年3月1日現在）。
|            | 世帯数    | 人口    |
| ---------- | --------- | ------- |
| 中越一丁目 | 420世帯   | 923人   |
| 中越二丁目 | 592世帯   | 1,456人 |
|            |           |         |
| 計         | 1,012世帯 | 2,379人 |

### 沿革
中越の範囲は、概ね1876年（明治9年）以前の水内郡中越村の範囲に相当する。
旧中越村の歴史
- 江戸時代 - 前身の中越村は松代藩領であった
- 1876年（明治9年）5月30日 - 水内郡中越村、同郡押鐘村・太田村とともに水内郡吉田村に編入
- 1879年（明治12年）1月4日 - 郡区町村編制法施行。吉田村は上水内郡に属する
- 1881年（明治14年）10月20日 - 上水内郡中越村・太田村、同郡吉田村から再び独立
- 1888年（明治21年）5月1日 - 官設鉄道直江津線（のち信越本線→しなの鉄道北しなの線）（長野〜関山）開通。村内を通過するが、当初駅は置かれなかった
- 1889年（明治22年）4月1日 - 市町村制施行。上水内郡中越村、同郡上松村・宇木村・古野村とともに同郡三輪村に編入
- 1898年（明治31年）9月1日 - 三輪村中越に、信越線（現 しなの鉄道北しなの線）吉田駅（現 北長野駅）開業
- 1923年（大正12年）7月1日 - 上水内郡三輪村、同郡吉田町・芹田村・古牧村とともに長野市に編入。旧中越村域は、大字中越となる

長野市中越の歴史
- 1997年（平成9年）10月1日 - 北陸新幹線（高崎駅 - 長野駅）開業。地区内を信越本線（当時）に並行して回送線が通過する。同時に北長野駅改築
- 1998年（平成10年）11月24日 - 住居表示実施。大字中越の全域と大字西和田の一部が、中越一・二丁目となる
- 2015年（平成27年）3月14日 - 北陸新幹線（長野駅 - 金沢駅）開業。これまで回送線となっていた地区内の新幹線線路が営業線となる

## 交通
鉄道
中越二丁目にしなの鉄道の北長野駅があり、以下の路線が利用できる。
- しなの鉄道
  - ■北しなの線
  - ■JR飯山線直通列車

また、隣接する吉田三丁目にある長野電鉄信濃吉田駅も利用できる。
路線バス
北長野通りを走る、長電バス・ぐるりん号の以下の路線系統が利用できる。
- 長電バス
  - 7 長野駅 - 運動公園東
- ぐるりん号
  - 東北ぐるりん号

## 施設

### 中越一丁目
- 岡谷酸素 長野支店
- 長野ドルフィンスイミングスクール中央校・アクアフィットネスクラブながの
- 長野県信用組合 中越支店
- 妙相寺 - 北信唯一の日蓮正宗寺院[2]。

### 中越二丁目

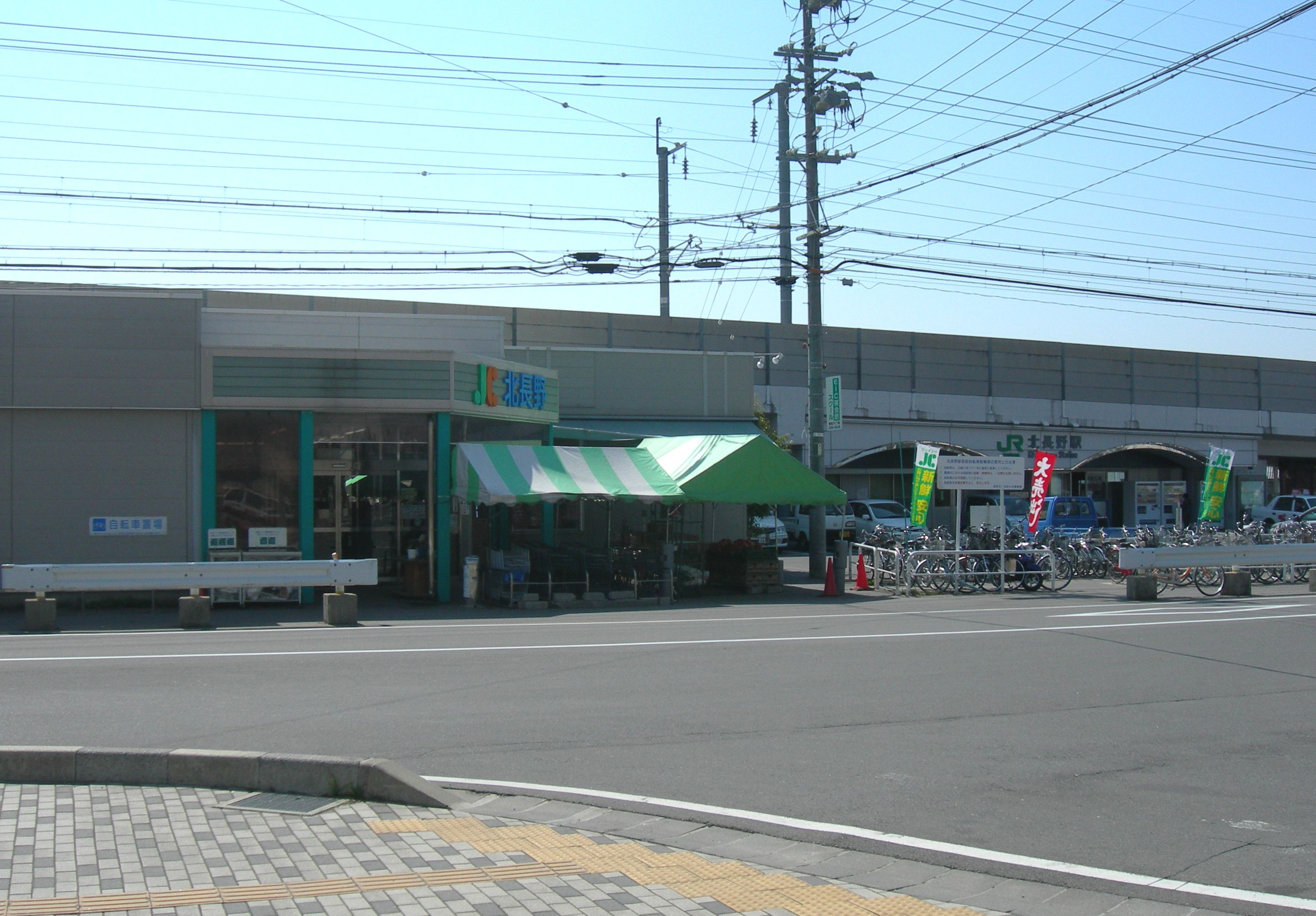
生鮮市場JC北長野店

- しなの鉄道 北長野駅
- 生鮮市場JC 北長野店
- 北長野書店
- 中越池
- 芋井森中古衣神社
- 蓮華院 (長野市)